# Mikołaj Tyszkowski
Mikołaj Tyszkowski herbu Gozdawa – chorąży wendeński.

## Życiorys
Urodził się jako syn starosty taborowskiego i chorążego halickiego – Piotra Tyszkowskiego herbu Gozdawa i Katarzyny Cieklińskiej. W 1694 roku dowodził jednym z dwóch zgrupowań jazdy (oddziały z Szańca Panny Maryi) w bitwie pod Hodowem, gdzie pokonał czterdzieści tysięcy Tatarów. Podczas bitwy, gdy ruszył w pogoń za uciekającymi Tatarami, został przez nich schwytany. Po wygranej bitwie został jednak szybko wykupiony z niewoli. Później ożenił się z p. Ossolińską, z którą miał syna Aleksandra oraz dwie córki: Annę i Joannę.